# Nadiolo
Nadiolo är en ort i Burkina Faso.   Den ligger i regionen Centre-Ouest, i den centrala delen av landet, 100 km väster om huvudstaden Ouagadougou. Nadiolo ligger 276 meter över havet och antalet invånare är 3 382.
Terrängen runt Nadiolo är mycket platt. Närmaste större samhälle är Koudougou, 19,4 km nordost om Nadiolo.
Omgivningarna runt Nadiolo är en mosaik av jordbruksmark och naturlig växtlighet. Runt Nadiolo är det ganska tätbefolkat, med 54 invånare per kvadratkilometer.